# Project Engage
Project Engage es un proyecto de medios mixtos creado por Aniplex. Una serie de anime producida por A-1 Pictures, escrita por Fumiaki Maruto y con diseños de personajes de Tsunako titulada Engage Kiss se estrenó el 2 de julio de 2022. Se ha anunciado un próximo juego para móviles titulado Engage Kill y desarrollado por Square Enix.

## Sinopsis
Bayron City, una isla artificial ubicada en el Océano Pacífico cerca de Japón, está preocupada por la misteriosa aparición de demonios. Para ocultar su existencia al público, el gobierno de la ciudad contrata empresas que combaten y neutralizan monstruos demoníacos.
Una de esas empresas llamado "I&S Office" está dirigido por el protagonista, Shu Ogata. A diferencia de las otras empresas, la única empleada de Shu es una chica demonio llamada Kisara. Kisara tiene la apariencia de una niña a pesar de tener cientos de años, y su fuerza de combate está altamente valorada. Aunque Shu hace poco trabajo y está constantemente en necesidad de dinero, Kisara tiene un gran afecto por él y se esfuerza por apoyarlo.
A pesar de los estrechos vínculos de Shu con Kisara, con frecuencia contacta a su exnovia Ayano Yugiri para pedirle ayuda. Ayano y Shu solían trabajar para la misma empresa llamada "AAA Defender Co." hasta su ruptura y la salida de Shu de AAA. Ayano afirma que su relación ha terminado, pero ella todavía acepta las súplicas de ayuda de Shu.
Shu parece ser un perdedor cuyo sustento depende de sus relaciones con dos mujeres. Sin embargo, tiene un objetivo ambicioso: descubrir la verdad detrás de un incidente relacionado con demonios hace mucho tiempo en el que sus padres y su hermana desaparecieron.

## Personajes

### Engage Kiss
Shu Ogata (緒方 シュウ Ogata Shū?)
 Seiyū: Sōma Saitō
El protagonista que dirige una pequeña empresa militar privada. Por lo general, está en bancarrota ya que no puede manejar bien las finanzas. Es huérfano, ya que se creé que el resto de su familia está muerta después de un incidente antes de los eventos de la serie.
Kisara (キサラ?)
 Seiyū: Saya Aizawa
Una joven que va a una escuela secundaria en Bayron City. Ella es en realidad una chica demonio que tiene cientos de años. Ella tiene la capacidad de comer los recuerdos de las personas, incluido Shu.
Ayano Yugiri (夕桐 アヤノ Yugiri Ayano?)
 Seiyū: Lynn
La primera exnovia de Shu. Aunque ella y Shu han roto, ella todavía siente algo por él. Ella también es la hija de Akino.
Sharon Holygrail (シャロン・ホーリーグレイル Sharon Hōrīgureiru?)
 Seiyū: Rumi Okubo
La segunda exnovia de Shu, que se viste de monja. Ella es en realidad una asesina y parte de una organización internacional encargada de luchar contra monstruos demoníacos.
Kanna Ogata (緒方 カンナ Ogata Kanna?)
 Seiyū: Akari Kitō
La hermana menor de Shu. Ella también es una chica demonio. Más adelante en la serie, ella es liberada de un área subterránea donde estaba atrapada, pero termina luchando contra Kisara y los demás debido a sus poderes. Después de ser derrotada, comienza a vivir con Shu y es muy sobreprotectora con él, tratando de alejar a las chicas de Shu.
Akino Yūgiri (夕桐 アキノ Yūgiri Akino?)
 Seiyū: Akeno Watanabe
La madre de Ayano y la presidenta de una empresa militar privada. Ella fue anteriormente la jefa de Shu, y continúa apoyándolo incluso después de irse de su compañía.
Miles Morgan (マイルズ・モーガン Mairuzu Mōgan?)
 Seiyū: Kenichirō Matsuda
Un oficial militar privado en Bayron City. Shu lo admiraba como una figura paterna, pero más tarde fue poseído y trató de matar a Shu.
Tetsuya Mikami (三上 テツヤ Mikami Tetsuya?)
 Seiyū: Yoshiaki Hasegawa
Shenhua Hachisuka (蜂須賀 莎花 Hachisuka Shenfa?)
 Seiyū: Aya Uchida
Linhua Hachisuka (蜂須賀 凛花 Hachisuka Rinfa?)
 Seiyū: Saori Ōnishi
Mihail Hachisuka (蜂須賀 ミハイル Hachisuka Mihairu?)
 Seiyū: Ryōta Ōsaka

### Engage Kill
Chloe Tan (クロエ･タン Kuroe Tan?)
 Seiyū: Arisa Kōri
Angela Hiromatsu (広松 アンジェラ Hiromatsu Anjera?)
 Seiyū: Kaede Hondo
Halco Choi (チェ･ハルコ Che Haruko?)
 Seiyū: Haruka Tomatsu
Dorothy Noguchi (野口 ドロシー Noguchi Doroshī?)
 Seiyū: Rie Takahashi
Rebecca Yoneyama (米山 レベッカ Yoneyama Rebekka?)
 Seiyū: Miyuki Sawashiro
Lindsay Ishiguchi (石口 リンゼイ Ishiguchi Rinzei?)
 Seiyū: Aki Toyosaki

## Contenido de la obra

### Anime
La serie se etiquetó por primera vez como "Project Engage", que incluía a Fumiaki Maruto (autor de Saenai Heroine no Sodatekata) y Tsunako (diseñadora de personajes original de Date A Live) como miembros del personal principal. Los detalles se anunciaron a través del puesto de Aniplex en el evento AnimeJapan 2022. La serie es producida por A-1 Pictures y dirigida por Tomoya Tanaka, con Shunsaku Yano a cargo de la ambientación del mundo, Shinpei Wada adaptando los diseños de los demonios de Megumi Katagiri para la animación y Yoshiaki Fujisawa componiendo la música. Se estrenó el 2 de julio de 2022 en Tokyo MX y otros canales. El tema de apertura es, "Everyone, Scramble" (誰彼スクランブル Dare-kare Sukuranburu?), interpretado por Halca, mientras que el tema de cierre es, "Love-Brain" (恋愛脳 Renai-Nō?), interpretado por Akari Nanawo. Crunchyroll obtuvo la licencia de la serie fuera de Asia.

### Manga
Una adaptación a manga de Engage Kiss de Itachi comenzó a serializarse en la revista de manga en línea Manga UP! de Square Enix, el 2 de julio de 2022.

### Videojuego
Se anunció un juego para móviles desarrollado por Square Enix titulado Engage Kill.